# San Bartolomé Jocotenango
San Bartolomé Jocotenango är en kommunhuvudort i Guatemala.   Den ligger i departementet Departamento del Quiché, i den centrala delen av landet, 90 km nordväst om huvudstaden Guatemala City. San Bartolomé Jocotenango ligger 1 538 meter över havet och antalet invånare är 1 620.
Terrängen runt San Bartolomé Jocotenango är huvudsakligen kuperad, men åt nordväst är den bergig. Runt San Bartolomé Jocotenango är det ganska tätbefolkat, med 129 invånare per kvadratkilometer. Närmaste större samhälle är Sacapulas, 10,5 km norr om San Bartolomé Jocotenango. I omgivningarna runt San Bartolomé Jocotenango växer huvudsakligen savannskog.